# سیارک ۳۹۳۱
سیارک ۳۹۳۱ (به انگلیسی: 3931 Batten، نامگذاری:1984EN) سه هزار و نهصد و سی و یکمین سیارک کشف شده‌است که در ۱ مارس ۱۹۸۴ کشف شد.
قدر مطلق سیارک برابر ۱۳٫۵۰ است.